# John Davis (cantor)
Johnny Davis Lewis, mais conhecido como John Davis (Anderson, 31 de agosto de 1954 – Nuremberga, 24 de maio de 2021), foi um cantor estadunidense conhecido por ser um dos verdadeiros cantores do duo alemão Milli Vanilli e posteriormente do The Real Milli Vanilli, ao lado de Brad Howell e do rapper Charles Shaw, além das cantoras Linda Rocco e Jodie Rocco.

## Biografia
Nascido em Anderson, na Carolina do Sul, em 31 de agosto de 1954, John Davis morou por grande parte de sua vida na Alemanha, depois de estar estacionado no país na década de 1970, quando servia ao Exército dos Estados Unidos.

## Carreira
Na década de 1970, John Davis cantava em clubes do exército americano. Em 1988, foi chamado pelo produtor musical Frank Farian para cantar no grupo Milli Vanilli. John e os outros músicos gravavam as músicas em estúdio enquanto Fab Morvan e Rob Pilatus dublavam, já que tinham aparência mais jovem e vendável.
A princípio, Davis sabia quase nada sobre o projeto, já que as informações foram mantidas em sigilo por Farian. O músico só foi perceber que sua voz estava sendo usada para fazer sincronia labial por Fab Morvan, um dos dois falsos cantores, sendo o outro, Rob Pilatus, muito tempo depois.
Em 2015, John e Morvan se uniram e criaram o projeto "Face Meets Voice", tendo eles feito vários shows juntos cantando os sucessos de Milli Vanilli e lançaram também lançando um single chamado "Freedom".  Chegaram se apresentando na televisão alemã em 2015.

## Vida pessoal
John Davis teve uma filha, Jasmine Davis.

## Morte
John Davis faleceu na cidade de Nuremberga, no estado alemão da Baviera, no dia 24 de maio de 2021 em decorrência da COVID-19.

## Discografia
- Joker (1980)[1]
- Funk You! Vol. 3 (1983; com Too Much 5)[1]
- Destination Earth (1984; com Too Much 5)[1]
- Shake It - "Make It Loose" (1984)[1]
- Still Be Loving You (1990)[1]
- The Moment of Truth (1991; com Milli Vanilli)[8]
- Runnin' Back To You (2010; com Roland Müller)[1]